# Kenneth Shelley
Pour les articles homonymes, voir Shelley.
Kenneth Gene Shelley, né le 4 octobre 1951 à Downey (Californie), est un patineur artistique américain qui patine en individuel et en couple artistique. Il est quadruple champion national (une fois en individuel en 1972 et trois fois en couple entre 1970 et 1972), il est également champion nord-américain en couple avec sa partenaire JoJo Starbuck en 1971.

## Biographie

### Carrière sportive
Kenneth Shelley est un des derniers patineurs de l'histoire à pratiquer en même temps le patinage en individuel et en couple artistique à un haut niveau international.
En couple artistique, il patine avec JoJo Starbuck. Ils sont associés pour la première fois lors d'un spectacle en 1959, alors qu'ils étaient de très jeunes enfants. Ils commencent à s'entraîner sérieusement avec John Nicks en 1961. Au cours de leur première année de compétitions seniors, alors qu'ils n'ont que seize ans, ils se qualifient pour participer aux Jeux olympiques d'hiver de 1968 à Grenoble. Ensemble, ils sont ensuite triples champions des États-Unis entre 1970 et 1972 et champions nord-américains en 1971 ; ils représentent leur pays à cinq mondiaux entre 1968 et 1972, où ils remportent deux médailles de bronze en 1971 et 1972, et aux Jeux olympiques d'hiver de 1972 à Sapporo.
En parallèle, il pratique le patinage en individuel ; il remporte le titre national en 1972 et obtient une médaille de bronze aux championnats nord-américain de 1971. Il représente son pays à trois mondiaux (1970 à Ljubljana, 1971 à Lyon et 1972 à Calgary), ainsi qu'aux Jeux olympiques d'hiver de 1972 à Sapporo.

### Reconversion
Après avoir pris sa retraite du patinage amateur de compétition, Kenneth Shelley patine dans les Ice Capades avec Jojo Starbuck et participe à des compétitions professionnelles.

### Hommage
Kenneth Shelley est intronisé au Temple de la renommée du patinage artistique américain en 1994.

## Palmarès
En couple artistique avec JoJo Starbuck.
| Compétitions en individuel      | 1968 | 1969 | 1970 | 1971 | 1972 |  |  |  |  |  |  |  |  |  |  |  |
| Jeux olympiques d'hiver         |      |      |      |      | 4e   |  |  |  |  |  |  |  |  |  |  |  |
| Championnats du monde           |      |      | 8e   | 8e   | 7e   |  |  |  |  |  |  |  |  |  |  |  |
| Championnats d'Amérique du Nord |      |      |      | 3e   |      |  |  |  |  |  |  |  |  |  |  |  |
| Championnats des États-Unis     |      | 4e   | 3e   | 2e   | 1er  |  |  |  |  |  |  |  |  |  |  |  |
|                                 |      |      |      |      |      |  |  |  |  |  |  |  |  |  |  |  |
| Compétitions en couple          | 1968 | 1969 | 1970 | 1971 | 1972 |  |  |  |  |  |  |  |  |  |  |  |
| Jeux olympiques d'hiver         | 13e  |      |      |      | 4e   |  |  |  |  |  |  |  |  |  |  |  |
| Championnats du monde           | 11e  | 6e   | 5e   | 3e   | 3e   |  |  |  |  |  |  |  |  |  |  |  |
| Championnats d'Amérique du Nord |      | 2e   |      | 1er  |      |  |  |  |  |  |  |  |  |  |  |  |
| Championnats des États-Unis     | 3e   | 2e   | 1er  | 1er  | 1er  |  |  |  |  |  |  |  |  |  |  |  |
|                                 |      |      |      |      |      |  |  |  |  |  |  |  |  |  |  |  |